# 107-я мотострелковая дивизия (СССР, 1968)
107-я мотострелковая дивизия (сокр. 107 мсд, в/ч 22238) — соединение Советской армии. Дислоцировалась дивизия в городах Вильнюс и Укмерге Литовской ССР.
107-я дивизия находилась в прямом подчинении Прибалтийского военного округа, а после 1991 года — Северо-Западной группы войск Вооружённых сил Российской Федерации.
Участвовала в событиях в Вильнюсе 1991 года.

## История
Войсковая часть № 22238 (в/ч 22238) сформирована 18 июля 1968 года. После распада СССР вошла в состав Северо-Западной группы войск.
В 1993 г. переформирована в 18-ю отдельную мотострелковую бригаду 1-й гв. ТА в Солнечногорске Московской области, войсковая часть № 40961 (1995—1998).
Данное соединение не связано «родством» ни со 107-й, ни со 107-й гвардейской стрелковыми дивизиями РККА периода Великой Отечественной войны.

## Состав
- Управление дивизии (г. Вильнюс);
- 77-й гвардейский мотострелковый ордена Суворова полк (г. Вильнюс)
- 660-й мотострелковый полк (г. Укмерге)
- 664-й мотострелковый полк (г. Вильнюс)
- 106-й танковый полк (г. Вильнюс)
- 379-й артиллерийский полк (г. Вильнюс)
- 384-й зенитный ракетный полк (г. Укмерге);
- 695-й отдельный ракетный дивизион (г. Укмерге);
- 980-й отдельный противотанковый артиллерийский дивизион (г. Вильнюс);
- 640-й отдельный разведывательный батальон (г. Вильнюс);
- 1400-й отдельный батальон связи (г. Вильнюс);
- 1298-й отдельный инженерно-сапёрный батальон (г. Вильнюс);
- 1029-й отдельный батальон материального обеспечения (г. Вильнюс);
- 304-й отдельный ремонтно-восстановительный батальон (г. Вильнюс);
- 401-й отдельный медицинский батальон (г. Укмерге);
- 104-я отдельная рота химической защиты (г. Укмерге);
- ОВКР (г. Вильнюс).

ВВТ: 184 Т-72, 154 БТР (136 БТР-70, 15 БТР-60); 51 БМП (36 БМП-2, 15 БРМ-1К) и 5 ПТ-76; 2 2С3, 3 2С1, 36 ПМ-38, 12 БМ-21 «Град».